# Libuňka (přírodní památka)
Libuňka, na informačních tabulích označená Libuňka pod Troskami, je přírodní památka na meandrujícím toku řeky Libuňky od 8 do 10,6 km v katastrálních územích obcí Hrubá Skála, Hnanice a Ktová v okrese Semily v Libereckém kraji. Byla vyhlášena roku 1998. Důvodem ke zřízení přírodní památky je ochrana meandrujícího toku s břehovými porosty jako významný krajinotvorný prvek, Jankova tůň a regulace případných terénních zásahů. Oblast spravuje Agentura ochrany přírody a krajiny ČR - regionální pracoviště Liberecko.

## Lokalita
Přírodní památka Libuňka se nachází v katastrálním území obcí Hrubá Skála, Hnanice a Ktová. Úsek dlouhý asi 2,5 km je obzvláště ceněn jako přírodní památka. Nachází se mezi obcemi Ktová a Borkem pod Troskami. Přírodní památka Libuňka je nejzachovalejším úsekem vodního toku na celé oblasti CHKO Český ráj. Nachází se v zemědělsky intenzivně využívané krajině Libuňské brázdy. Celková plocha přírodní památky je 3,7983 hektaru a nachází se v nadmořské výšce 264 až 276 metrů.

## Historie
Přírodní památka byla vyhlášena dne 22. dubna 1998 podle zákona č. 114/1992 Sb. o ochraně přírody a krajiny 21. března 1998 vyhláškou číslo 6/1998 Správy CHKO Český ráj. Ochranné pásmo nebylo pro přírodní památku Libuňka vyhlášeno, proto platí ochranné pásmo dle zákona 114/1992 Sb. a to je 50 m od hranic území přírodní památky. Území zvládlo odolat melioračním zásahům v padesátých letech 20. století, což svědčí o výjimečnosti a druhové bohatosti oblasti. V minulosti byla na panství Hrubá Skála rozsáhlá rybníkářská činnost. Pozůstatky této činnosti jsou zachovalé hráze a vodní soustavy, z nichž je největší v údolí toku Libuňky od Ktové do Turnova, částečně spadající do dnešní přírodní památky. Rybníky se časem zanášely, což dalo vzniknout dnešním loukám. Hráze musely vzniknout v době, kdy se podél Libuňky šířilo osídlení a stavěly se hrady např. Valdštejn. Tok řeky Libuňky byl regulován i kvůli lázním Sedmihorky. Stal se rovným bez meandrů a tůní, proto je ta část, co je přírodní památkou tak unikátní.

## Přírodní poměry

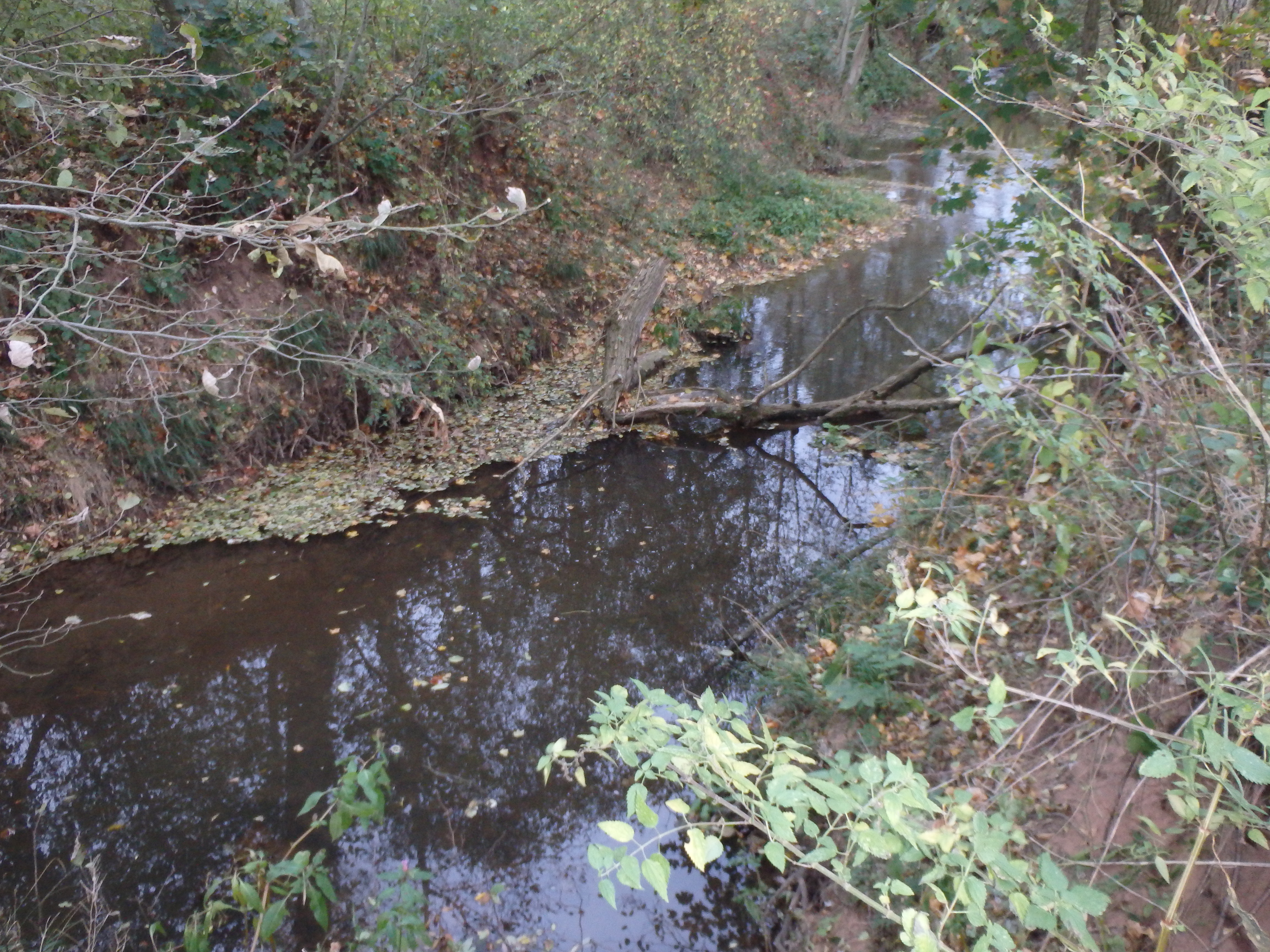

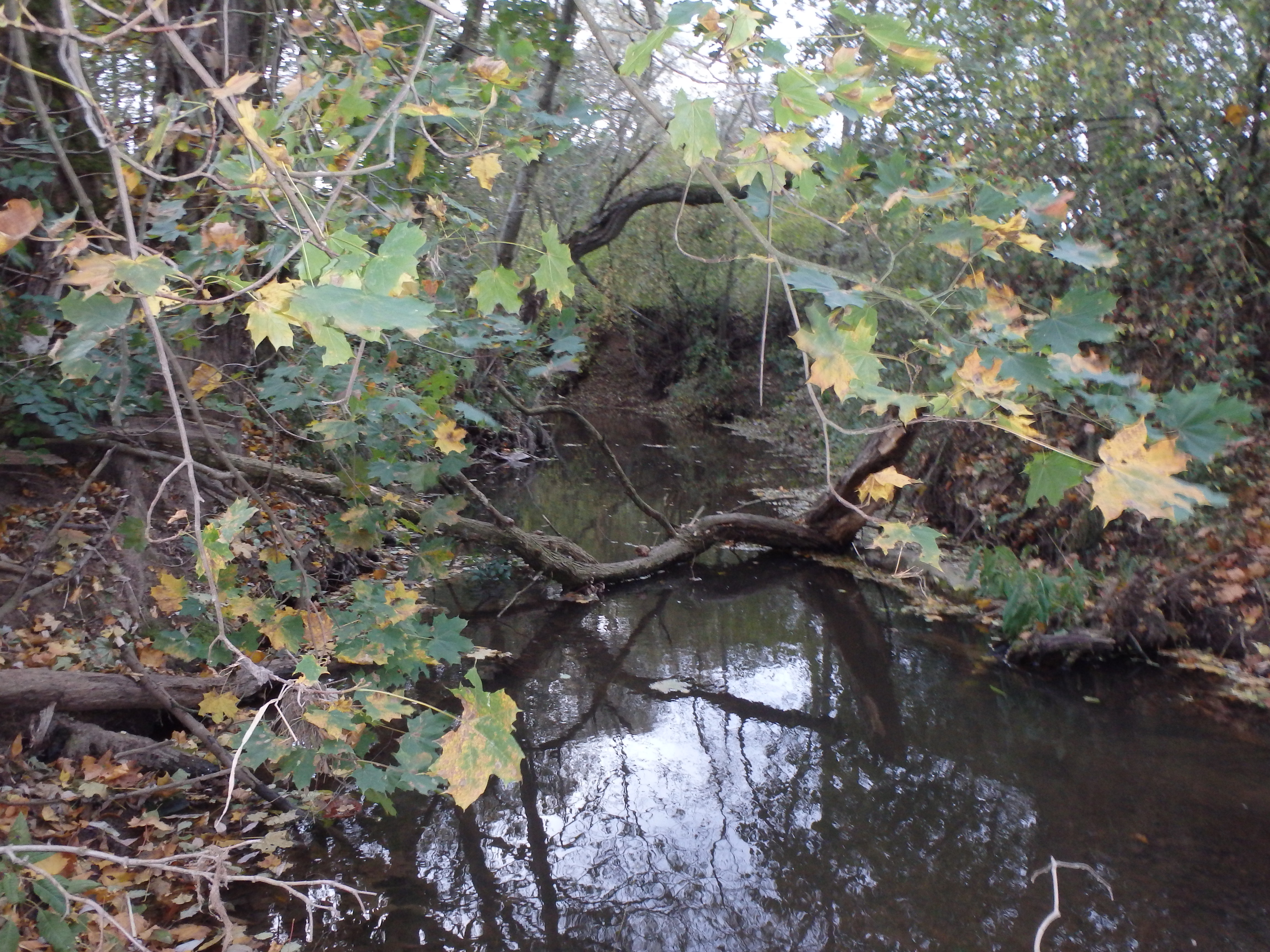

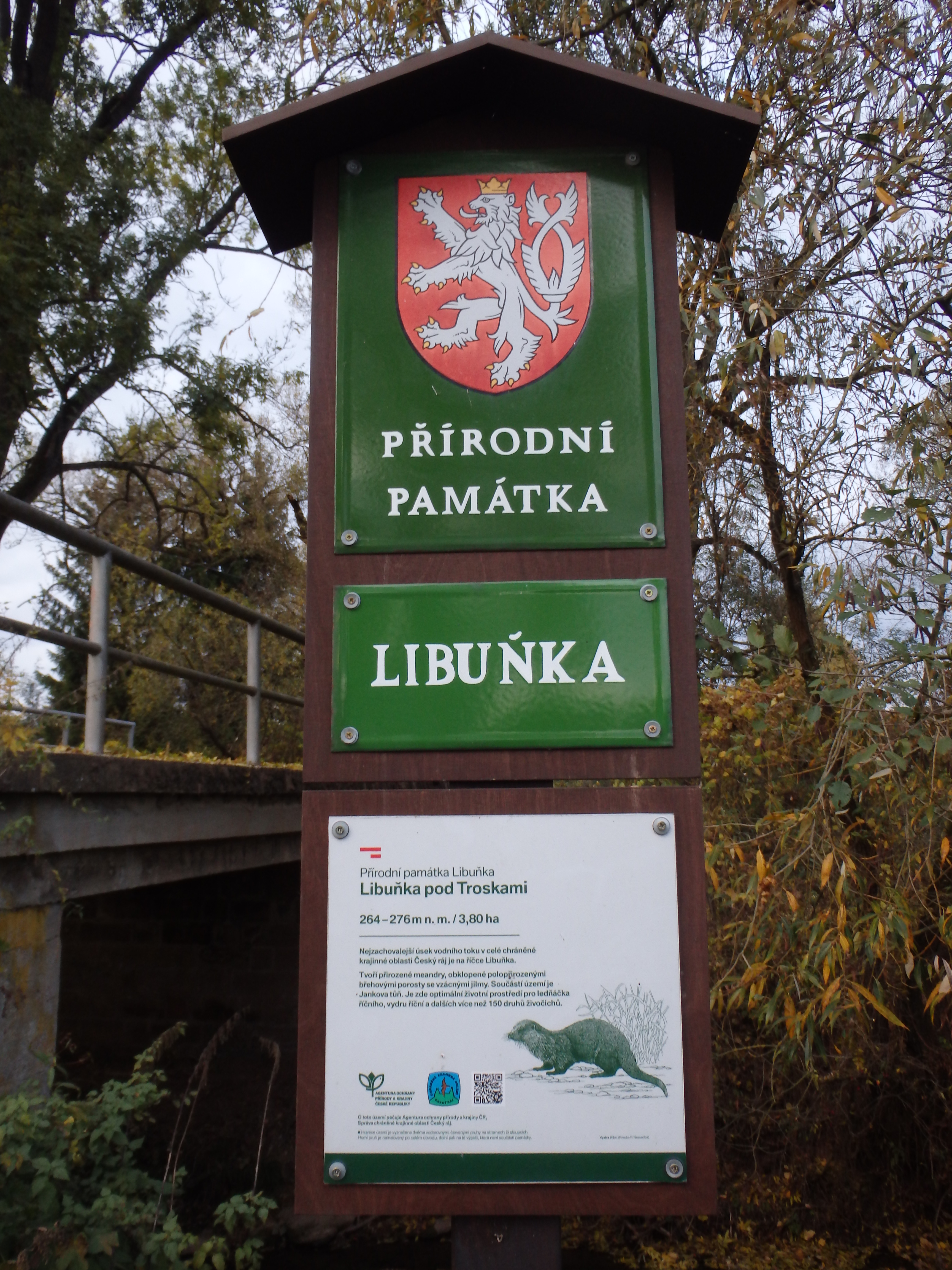

### Geologie
Tok řeky Libuňky meandruje v údolní nivě, která je tvořená kvartérními sedimenty. V paleolitu tekla opačným směrem. Nalézá se zde pískovcové podloží podobně jako na území celé chráněné krajinné oblasti Český ráj. Protéká Libuňskou brázdou, která od sebe odděluje Turnovskou a Vyskeřskou vrchovinu. Koryto toku je obklopeno přilehlými nivními loukami, které se pravidelně zaplavují při záplavách. Tok řeky Libuňky ohraničuje fluvizem typická, na kterou na svazích navazuje luvizem pseudoglejová. V náplavech při soutoku Veselky s Libuňkou lze nalézt krystaly českých granátů nebo jiných drahých kamenů.

### Hydrologie
Přírodní památku řadíme do úmoří Seveního moře a do povodí řeky Labe. Řeka Libuňka pramení na západním svahu vrchu Kozlov (606 metrů) nad obcemi Kněžnice a Libuň na Jičínsku. Řeka odvodňuje více než 100 km² území Českého ráje. Délka toku je 21,4 km. Průměrný průtok Libuňky u ústí činí 0,79 m³/s. Protéká Chráněnou krajinnou oblastí Český ráj od Libunce k Pelešanům. Jde o levostranný přítok řeky Jizery, do které se vlévá v Turnově. V obci Libunec se do ní vlévá říčka Javorka. Pod obcí Ktová se do Libuňky od Rovenska pod Troskami vlévá zprava říčka Veselka. Řeka meandruje pouze na části toku dlouhém 2,6 km na území přírodní památky. Zbytek toku byl v padesátých letech 20. století upraven a došlo k melioraci luk kolem toku. Dnes se zpracovává studie Revitalizace Libuňky. Zoologicky je nejcennější kromě vlastní přírodní památky rozsáhlý mokřad na dolním toku řeky Libuňky u Sedmihorek. Nalézají se zde tůně a rozsáhlé rákosiny, orobinec a stromová vegetace.

### Flora
Dle geobotanické rekonstrukce se na území dříve nalézaly luhy a olšiny.
Současnou vegetaci tvoří stromové břehové porosty. Údolní jasanovo-olšové luhy, které zde nejsou původní, ale byly v minulosti uměle dosazované. Druhové složení vegetace je ovlivněno těsnou blízkostí polí a kompostováním odpadů ze zahrádek. Na území se můžeme setkat s 131 druhy vyšších rostlin, např. olšemi (Alnus), jasany (Fraxinus), druhy zplanělými ze zahrádek a druhy ruderálními. Za zmínku určitě stojí i jilm horský (Ulmus glabra), jilm vaz (Ulmus laevis) a jilm habrolistý (Ulmus minor). Rostou zde i některé druhy invazních rostlin, které jsou likvidovány. Jde o populaci netýkavky žláznaté (Impatiens glandulifera) a celíku kanadského (Solidago canadensis).

### Fauna
Na území přírodní památky se vyskytuje více než 150 druhů živočichů, z toho je většina druhů brouků a ptáků. Zatím nebyly prozkoumány druhy motýlů, mnohonožek a měkkýšů. Výskyt populací je tak veliký i díky mnohým přechodným zónám (ekoton) např. voda - břehový porost. Mezi nejvíce zastoupené druhy patří ledňáček říční (Alcedo atthis), skorec vodní (Cinclus cinclus), střízlík obecný (Troglodytes toglodytes), cvrčilka říční (Locustella fluviatilis), konipas horský (Motacilla cinerea), čáp černý (Ciconia nigra), a vydra říční (Lutra lutra). Území díky své druhové bohatosti přesahuje regionální význam.

#### Ptáci
Populace ptáků zde mají velký regionální význam a jsou unikátní díky břehovým porostům se starými stromy. Koryto řeky má vysoké hlinité břehy a tok meandruje, což je také významné. Libuňka je tak unikátní na celém území CHKO Český ráj. Na území je velké množství hnízdících ptáků (27 druhů) a další druhy (19) ho navštěvují příležitostně. Setkávají se zde populace žijící ve vodě s populacemi obývajícími břehové porosty a s druhy z lesa, zahrad a otevřené krajiny. Ze zástupců můžeme uvést např. ledňáčka říčního (Alcedo atthis), skorce vodního (Cinclus cinclus), střízlíka obecného (Troglodytes toglodytes), cvrčilku říční (Locustella fluviatilis), konipasa horského (Motacilla cinerea), čápa černého (Ciconia nigra), slavíka obecného (Luscinia megarhynchos), žlunu zelenou (Picus viridis), holuba hřivnáče (Columba palumbus), kosa černého (Turdus merula), bažanta obecného (Phasianus colchicus) a sojku obecnou (Garrulus glandarius). Hlavním druhem ochrany je ledňáček říční, cílem je zachovat jeho stávající podmínky k životu na tomto území. Jde především o břehové podmínky, které nemají obdobu na celém území CHKO Český ráj, jsou totiž ideální pro budování nor.

#### Brouci
Dosavadním výzkumem bylo zjištěno 99 druhů brouků. Nejvýznamnějším broukem, co zde žije je vzácný druh střevlíka (Dyschirius digitatus). Tento střevlík se vyskytuje na štěrkovitých, hlinitých až jílovitých březích vod, kde je žádné až malé zastínění. Jde zřejmě o jedinou lokalitu s výskytem tohoto brouka v Libereckém kraji.

#### Obojživelníci a plazi
Žije zde slepýš křehký (Anguis fragilis), užovka obojková (Natrix natrix), skokan hnědý (Rana temporaria) a ropucha obecná (Bufo bufo).

#### Savci a hmyz
Ze savců se zde může objevit vydra říční (Lutra lutra) a z hmyzu je zde asi nejvýznamnějším zástupcem motýlice obecná (Calopteryx virgo).

## Ochrana
Předmětem ochrany přírodní památky je ochrana přirozeně meandrujícího toku a také zrevitalizované Jankovy tůně a okolních břehových porostů. Dlouhodobým cílem péče je zachování současného stavu přírodní památky kvůli významným biologickým a geomorfologickým hodnotám území.

## Plán zásahů a opatření

### Péče o lesy
Je doporučeno ponechat keřové patro. Za žádoucí zásah lze považovat odstranění spadlých stromů do řeky, případně stromů, co by mohly způsobit škody na sousedních pozemcích. Při obnově porostů se doporučuje vysadit místo olše lepkavé (Alnus glutinosa) olši šedou (Alnus incana).

### Vodní režim
Je důležité ponechat vodní tok bez zásadních lidských zásahů. Je potřeba čistit koryto od komunálního odpadu.

### Péče o nelesní pozemky
Louky, které spadají pod přírodní památku, je třeba udržovat kosením 1× ročně. Okolní louky dále udržovat jako dosud. Ornou půdu výhledově nahradit dřevinami odpovídajícími údolním lužním lesům nebo obnovit původní druhově bohaté louky. Opatření by měla být v budoucnosti realizována v rámci revitalizace Libuňky.

### Péče o rostliny
I nadále by mělo docházet k likvidaci invazivních druhů rostlin jako např. netýkavky žláznaté (Impatiens glandulifera) nebo celíku kanadského (Solidago canadensis).

### Péče o živočichy
Ponechat současný stav území přirozenému vývoji, neboť tento stav je pro bezobratlé živočichy i obratlovce vyhovující. Likvidaci spadlých stromů a větví provádět pouze v období od listopadu do února. Staré stromy nechat na místě, poslouží ptákům, hmyzu i dalším organismům.

### Průzkum
Území přírodní památky je v rámci CHKO Českého ráje velmi cenné, a proto je důležité pokračovat v jeho dalším sledování. Jde např. o monitorování stavu populace ledňáčka říčního (Alcedo atthis) a dalších druhů. Současně by bylo třeba věnovat více pozornosti dalším druhům jako např. motýlům, mnohonožkám, měkkýšům atd.

## Turismus
Přírodní památka Libuňka se nachází na území obcí Hrubá Skála a Ktová. Začíná u mostu místní komunikace Ktová – Dlouhá Ves a končí u mostu silnice Borek pod Troskami – Rokytnice. Jednou z možností, jak se dostat k přírodní památce Libuňka je procházka z vlakové zastávky Borek pod Troskami po modré turistické značce směrem ke Trosky. Přírodní památka není v současnosti turisticky atraktivní.